# Aliókhino
Aliókhino (en rus: Алёхино) és un poble de l'óblast d'Ivànovo, a Rússia, que en el cens del 2010 tenia 261 habitants.